# David Poisson
David Poisson, född 31 mars 1982 i Annecy, Frankrike, död 13 november 2017 i Nakiska, Kanada, var en fransk alpin skidåkare som framför allt nådde framgångar i fartgrenarna. Han tävlade för Frankrike i olympiska vinterspelen 2010 i Vancouver och 2014 i Sotji. Han slutade på tredje plats i störtlopp vid en världscupdeltävling i Santa Caterina di Valfurva i Italien den 29 december 2015. Han tog brons i störtloppet vid världsmästerskapen 2013 i Schladming i Österrike.
I en störtloppsträning i kanadensiska Nakiska den 13 november 2017 kraschade Poisson svårt och avled senare av sina skador.

### Fotnoter
1. ↑  Le skieur français David Poisson est mort (franska)
2. ↑  ”Sjuka scenerna: Har aldrig sett något liknande”. Göteborgsposten. 29 december 2015. Arkiverad från originalet den 31 december 2015. https://web.archive.org/web/20151231003103/http://www.gp.se/sport/1.2941483-sjuka-scenerna-har-aldrig-sett-nagot-liknande. Läst 29 december 2015.
3. ↑  Nils Paulsson (9 februari 2013). ”Svindal tystade österrikarna”. Sportbladet. http://www.aftonbladet.se/sportbladet/vintersport/alpint/article16211042.ab. Läst 29 december 2015.
4. ↑  ”Franska alpinstjärnan David Poisson död”. SVT. 13 november 2017. https://www.svt.se/sport/vintersport/david-poisson/. Läst 13 november 2017.